# Bosbesbladroller
De bosbesbladroller (Rhopobota myrtillana) is een vlinder uit de familie bladrollers (Tortricidae). De wetenschappelijke naam is voor het eerst geldig gepubliceerd in 1845 door Humphreys & Westwood.
De soort komt voor in Europa.